# Campylopus macgregorii
Campylopus macgregorii är en bladmossart som beskrevs av Brotherus och Geheeb 1895. Campylopus macgregorii ingår i släktet nervmossor, och familjen Dicranaceae. Inga underarter finns listade i Catalogue of Life.